# Pselliophora brunnipennis
Pselliophora brunnipennis är en tvåvingeart som beskrevs av Edwards 1926. Pselliophora brunnipennis ingår i släktet Pselliophora och familjen storharkrankar. Inga underarter finns listade i Catalogue of Life.